# منظمة أصحاب العمل

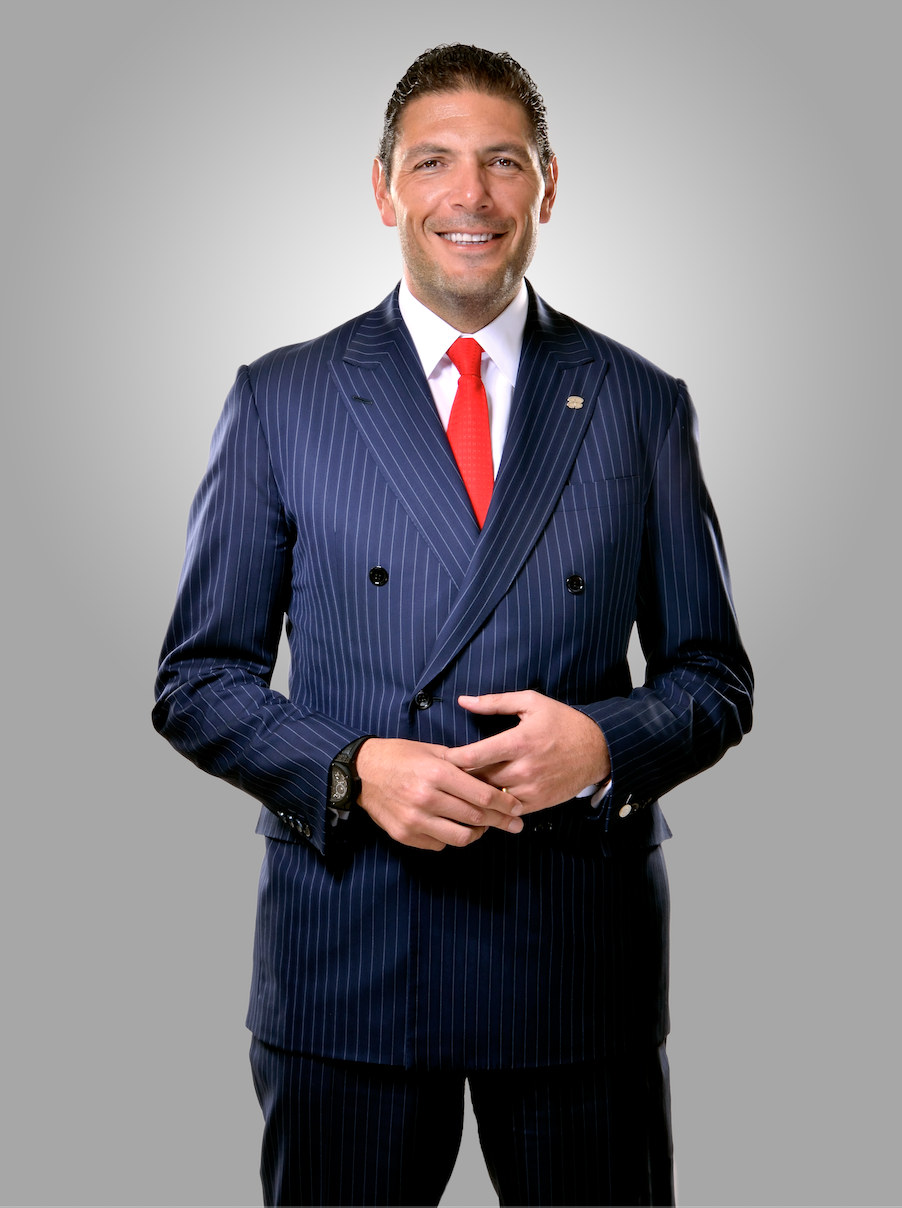
كارلوس هانك جونزاليس جونيور

منظمة أصحاب العمل أو جمعية أصحاب العمل هي منظمة جماعية للمصنعين وتجار التجزئة، أو غيرهم من موظفي الرأسمالية. تسعى منظمات أرباب العمل لتنسيق سلوك الشركات الأعضاء فيها خلال المفاوضات مع اتحاد نقابة عمال أو الهيئات الحكومية.

## التاريخ
الرأسمالية تستند على نموذج نظري فيه الكيانات التجارية الفردية منافسة مع بعضها البعض في محاولة لتحقيق مكاسب في توليد  أرباح. هذا التنافس بين المتنافسين يميل بطبيعة الحال للحيلولة دون العمل المشترك للنهوض المصالح المشتركة.  وظهور اتحاد نقابة عمال وجهودهم لإنشاء مفاوضة مشتركة الاتفاقيات على المستوى المحلي أو على مستوى الصناعة واسعة مهدت نهاية المطاف الطريق للعمل جنبا إلى جنب من قبل المنافسين توظيف هذه العمالة في المشترك. 
من المعروف أن الكيانات الجماعية التي وضعتها المؤسسات التجارية التي تعمل بانسجام على مثل هذه الأمور بأشكال مختلفة على أنها "منظمات أرباب العمل أو أصحاب العمل الجمعيات.
تاريخيا، كانت جمعيات أرباب العمل من نوعين العامة: تلك التي تتكون فقط من أرباب العمل في تجارة واحدة أو صناعة، أو تلك التي تجمع بين أرباب العمل من عبر طيف واسع من الصناعات على المستوى المحلي أو الإقليمي أو الوطني
كما كان الحال بالنسبة للنقابات، "ظهرت المنظمات في المدن الصناعية الكبرى خلال النصف الأول من القرن 19.  كل النقابات ومنظمات أرباب العمل تميل إلى أن تكون مترجمة. <اسم المرجع = Hilbert186 /> كما بدأت النقابات على التكاثر واكتساب القوة في المفاوضات حول الأجور وظروف من خلال استخدام إضراب ق، بدأ أرباب العمل على توحيد وتقليص معدلات الأجور وغير ذلك القيد في الحركة العمالية المنظمة الناشئة. 

## التنويعات الدولية
دور وموقف منظمة لأصحاب العمل يختلف من بلد إلى آخر. في البلدان التي لديها  الأنجلو سكسونية النظام الاقتصادي (مثل اقتصاد المملكة المتحدة و اقتصاد الولايات المتحدة)، حيث لا يوجد التعاون المؤسسي بين منظمات أصحاب العمل والنقابات والحكومة، منظمة لأرباب العمل هي جماعة ضغط أو جماعة ضغط الذي يحاول من خلال ضغط سياسي للتأثير على سياسات عامة. في هذه البلدان، تميل منظمات أرباب العمل إلى أن تكون ضعيفة، مع العديد من وظائفها الاستيلاء عليها من قبل مجموعة التجارة والصناعة، والتي هي في الأساس علاقات عامة المنظمات.
في البلدان التي لديها اقتصاد السوق الاجتماعي، مثل اقتصاد النمسا، اقتصاد السويد و اقتصاد هولندا، ومنظمات أرباب العمل هي جزء من نظام التداول المؤسسي، جنبا إلى جنب مع النقابات الحكومة والتجارة. في ثلاثي الأطراف المفاوضة ما يسمى الشركاء الاجتماعيين الاتفاقيات إضراب حول قضايا مثل مستوى الأسعار الصورة أجر الصورة معدل الضريبة ق و راتب التقاعد الصورة . في هذه البلدان مفاوضة مشتركة وغالبا ما يتم ذلك على المستوى الوطني ليس بين شركة واحدة ونقابة واحدة، ولكن منظمات أصحاب العمل الوطنية والنقابات الوطنية.
في بلدان مثل  سويسرا، والمفاوضات غالبا ما تحدث على مستوى الكانتونات، فرع من قبل الفرع. لا تشارك الدولة في هذه المفاوضات، ولكن يمكن أن تتدخل إذا كان أرباب العمل والنقابات العمالية لا توصل إلى اتفاق في القطاع حيث توجد الراتب الإغراق.